# William Ernest Tyndall
William Ernest Tyndall, britanski general, * 1891, † 1975.